# Девушка из Рио (фильм, 1969)
«Девушка из Рио» — эротический шпионский приключенческий боевик 1969 года режиссёра Хесуса Франко. Стилистика фильма близка к таковой из серии фильмов о Джеймсе Бонде, однако имеет немалую долю пародийности. Картина является сиквелом фильма 1967 года Миллион глаз Сумуру.

## Сюжет
Некто приезжает в Рио-де-Жанейро с чемоданом, в котором находится 10 миллионов долларов. Информация о прибывшем доходит до местного криминального дельца, а также до королевы амазонок, желающей захватить весь мир. Обе стороны, а также владелец денег, вступают между собой в противостояние.

## В ролях
- Ширли Итон — Сумуру
- Ричард Уайлер — Джефф Саттон
- Джордж Сандерс — сэр Масиус
- Мария Ром — Лесли
- Херберт Флейшманн — Карл
- Марта Ревес — Улла Россини
- Элиза Монтес — Ирэн
- Вальтер Рилла — Эннио Россини
- Бени Кардосо — Яна Юма

## Другие названия фильма
- The Girl from Rio (Великобритания\США)
- 7 fredlösa män (Швеция)
- Die sieben Männer der Sumuru (Западная Германия)
- Future Woman (США)
- Future Women (США)
- La ciudad sin hombres (Испания)
- Le labbra proibite di Sumurù (Италия)
- Mothers of America (США)
- Rio 70 (США)
- River 70
- Sumuru o Beijo da Morte (Бразилия)
- Sumuru regna di femina (Италия)